# Omicidio di Alessandro Floris
L'omicidio di Alessandro Floris fu commesso durante gli anni di piombo il 26 marzo 1971 a Genova; la vittima fu un portavalori del locale Istituto Autonomo delle Case Popolari, ucciso nel corso di una rapina di  autofinanziamento a opera dell'organizzazione terroristica Gruppo XXII Ottobre.

Floris a terra dopo essere stato colpito

## Storia

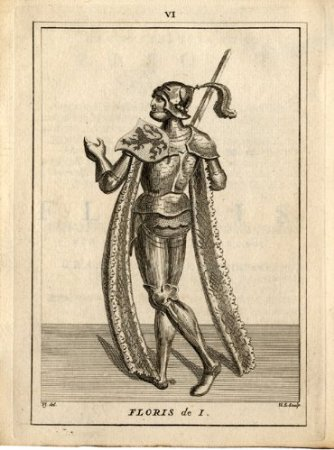
I terroristi puntano la pistola verso eventuali inseguitori mentre Floris è a terra

Due militanti del Gruppo XXII Ottobre tentarono una rapina il 26 marzo; Floris, scapolo trentunenne, lavorava da tre anni allo IACP ed era addetto alla scorta durante la consegna degli stipendi e il prelievo dei valori; il giorno della rapina stava trasportando una borsa contenente del denaro e cercò di resistere ai due rapinatori e, già colpito a morte con una revolverata nell'ombelico, tentò di bloccare la fuga dei malviventi aggrappandosi alla caviglia di uno dei due durante la fuga in Lambretta. Durante l'azione, Ilio Galletta, studente universitario, fotografò casualmente il momento dell'omicidio: la foto fu di grande aiuto per le indagini ed ebbe diffusione sulla stampa nazionale e internazionale. Aveva assistito alla scena anche il capo del personale dell'istituto, che rilasciò una dettagliata deposizione. I malviventi, fuggiti in motorino, vennero inseguiti. I due si separarono, e uno dei membri del commando, Mario Rossi, fu arrestato da due brigadieri. Il secondo fu identificato grazie alla prova fotografica e arrestato l'anno successivo. I legami di Rossi con i Gruppi d'Azione Partigiana e l'arresto del secondo malvivente in un appartamento legato al gruppo, fecero emergere un intreccio di rapporti tra la rapina e i movimenti terroristici di sinistra, sostenendo la tesi dell'atto criminoso come via di autofinanziamento.

## I processi
Nel 1973 i criminali vennero processati: Rossi fu condannato all'ergastolo, insieme a un altro esponente del gruppo ritenuto il basista dell'operazione. Altri 14 imputati ricevettero un totale di 390 anni di reclusione. Tra i condannati vi furono i terroristi Giuseppe Battaglia, Renato Rinaldo e Rinaldo Fiorani, ciascuno dei quali fu condannato a trent'anni. Dall'indagine scaturì anche l'arresto, e la condanna a 12 anni, di Diego Vandelli, per la responsabilità nel rapimento di Sergio Gadolla, rampollo di una famiglia di imprenditori locali. In appello il basista si vide la condanna ridotta, mentre a Rossi fu confermato l'ergastolo. Successivamente quest'ultimo usufruì dei benefici della legge Gozzini del 1986 per ottenere il regime di semilibertà, e nel 2002 uscì definitivamente dal carcere.